# Silvia Navarro
Silvia Angélica Navarro Barva (14. rujna, 1978.) meksička je glumica.

## Biografija
Silvia je pohađala i završila glumačku školu Centro de Formacion Actoral (CEFAC) Televizijske kuće TV Azteca. Prvi se puta pojavila na televiziji glumeći dječjim igranim predstavama. Uz to, glumila je i u raznim predstavama i filmovima. Za animirani film Destino Fuego posudila je glas liku Marina. 
Prvu ulogu u telenoveli dobiva 1998. u telenoveli Perla. Njezine sljedeće tri uloge također su u telenovelama pod okriljem kuće TV Azteca. Zatim ne nastupa pred malim ekranima sve do 2005. kada dobiva ulogu Maríje Claudie u telenoveli La heredera.
2008. potpisuje ugovor s TV kućom Televisa i za njih snima telenovelu Odavde do vječnosti.

## Filmografija
| Godina                  | Naslov                                                           | Uloga                                                                | Vrsta                 |
| ----------------------- | ---------------------------------------------------------------- | -------------------------------------------------------------------- | --------------------- |
| 2017. 2016. 2014. 2012. | Pasti u iskušenje La Candidata Moje srce je tvoje Prkosna ljubav | Rakel Nasen de Beker Regina Barcenàs Ana Leal Camila Monterde Santos | telenovela telenovela |
| 2010.                   | Cuando me enamoro                                                | Regina Gamba Soberón / Renata Monterrubio Álvarez                    | telenovela            |
| 2010.                   | Te presento a Laura                                              | Andrea                                                               | film                  |
| 2009.                   | Cabeza de buda                                                   | Magdalena                                                            | film                  |
| 2008. – 2009.           | Odavde do vječnosti                                              | Fernanda Elizalde Rivera                                             | telenovela            |
| 2008.                   | Amor letra por letra                                             | Hanna                                                                | film                  |
| 2006.                   | Mujer alabastrina                                                | -                                                                    | film                  |
| 2006.                   | Montecristo                                                      | Laura                                                                | telenovela            |
| 2004.                   | Nasljednica                                                      | María Claudia                                                        | telenovela            |
| 2002.                   | Sumnja                                                           | Victoria                                                             | telenovela            |
| 2002.                   | Sin permiso de tus padres                                        | -                                                                    | televizijska serija   |
| 2002.                   | Robando el rock and roll                                         | -                                                                    | film                  |
| 2001.                   | Kad budeš moja                                                   | Elena Olivares / Teresa 'Paloma' / Teresa Suárez                     | telenovela            |
| 2000.                   | La calle de las novias                                           | Aura Sánchez                                                         | televizijska serija   |
| 1999.                   | Catalina y Sebastián                                             | Catalina                                                             | telenovela            |
| 1998.                   | Perla                                                            | Perla - Julieta Santiago                                             | telenovela            |
| 1992.                   | A la cachi cachi porra                                           | Silvia Navarro                                                       | televizijska serija   |